# Hokej na travi na Panameričkim igrama 2007.
Turnir u hokeju na travi na Panameričkim igrama 2007. je bio 11. turnir u muškoj konkurenciji i 6. u ženskoj na ovim igrama u ovom športu.

## Mjesto i vrijeme održavanja
Turnir se održao u Riju de Janeiru, u Brazilu, u Centro de Hóquei sobre Grama u sklopu vojnog športskog kompleksa Complexo Esportivo Deodoro. Nogometno igralište je posebno za ove igre se prilagodilo u hokejaško.
Muški turnir se održao od 16. do 25. srpnja, a ženski od 15. do 24. srpnja.

## Natjecateljski sustav
Ovaj turnir se igralo u dvjema skupinama po četiri sastava, gdje se igralo po jednostrukom ligaškom sustavu. Za pobjedu se dobivalo 3 boda, za neriješeno 1 bod, a za poraz nijedan bod. 
Nakon ligaškog dijela, igralo se za poredak. Treći i četvrti iz skupina su igrali unakrižno za poredak od 5. do 8. mjesta. Pobjednici unakrižnih susreta su igrali za 5. mjesto, a poraženi za 7. mjesto.
Prvi i drugi sastav na ljestvici u skupinama su unakrižno doigravali (1A-2B, 2A-1B) za poredak od 1. – 4. mjesta. Pobjednici unakrižnih susreta su igrali za zlatno odličje, a poraženi za brončano odličje.

## Sudionici
- Argentina
- Brazil
- Čile
- Kanada
- Kuba
- Nizozemski Antili
- SAD
- Trinidad i Tobago

## Sastavi

### Argentina
Juan Manuel Vivaldi, Juan Ignacio Gilardi, Pedro Ibarra, Mariano Rodolfo Chao, Mario Nicolás Almada, Lucas Martín Rey, Rodrigo Nicolás Vila, Lucas Vila, Jorge Maximiliano Lombi, Fernando Óscar Zilberberg, Matias Enrique Paredes, Tomás Argento, Matias Rey, Lucas Argento, Lucas Rafael Rossi, Ricardo Óscar Bergner

### Čile
Mathias Anwandter, Ian Koppenberger, Gabriel Thiermann, Alfredo Thiermann, Matias Vogel, Esteban Krainz, Cristobal Rodríguez, Pablo Kuhlenthal, Felipe Montegu, Matias Amoroso, Sebastián Kapsch, Alan Stein, Felipe Casanova, Thomas Kannegiesser, Martín Sotomayor, Mauro Scaff

### Kanada
Matthew Peck, Michael Mahood, Anthony Wright, Scott Tupper, Marian Schole, Ken Pereira, Wayne Fernandes, Peter Short, Dave Jameson, Robert Short, Scott Sandison, Connor Grimes, Paul Wettlaufer, Ranjeev Deol, Ravi Kahlon, Sukhwinder Singh

## Prvi dio - natjecanje u skupinama

### Skupina "A"
| 16. srpnja 2007. 09:00     |       |                      |                                 |
| Trinidad i Tobago          | 2 : 1 | Kuba                 | Suci: Murray Grime Sumesh Putra |
| Browne 54' Whittington 65' |       | Blanco Hernandez 47' | Suci: Murray Grime Sumesh Putra |

| 16. srpnja 2007. 11:00 |        |        |                                        |
| Argentina | 19 : 0 | Brazil | Suci: Diego Wenz Küpfer Gus Soteriades |
| R. Vila 2' Lombi 15', 23', 40', 66' Almada 16', 36', 48', 69' T. Argento 21', 56' Paredes 28' L. Vila 33', 61' Gilardi 35', 59' L. Argento 56' Rossi 57', 67' |        |        | Suci: Diego Wenz Küpfer Gus Soteriades |

| 18. srpnja 2007. 15:00              |       |      |                                   |
| Argentina                           | 4 : 0 | Kuba | Suci: Gus Soteriades Sumesh Putra |
| R. Vila 11' Ibarra 48', 61' Rey 63' |       |      | Suci: Gus Soteriades Sumesh Putra |

| 18. srpnja 2007. 17:00 |       |                                                             |                                  |
| Brazil                 | 1 : 8 | Trinidad i Tobago                                           | Suci: Saleem Aaron Amarjit Singh |
| Alba 20'               |       | Browne 14', 32', 40' Legerton 43', 62', 68', 70' Gilkes 57' | Suci: Saleem Aaron Amarjit Singh |

| 20. srpnja 2007. 09:00                                                                                                |       |        |                                   |
| Kuba | 9 : 0 | Brazil | Suci: Sumesh Putra Albert Marcano |
| Blanco Hernandez 4' Sayas Gonzalez 18', 50', 55', 67' Lemus Dominguez 32', 47' Aguilera Molina 69' Iglesias Gomez 70' |       |        | Suci: Sumesh Putra Albert Marcano |

| 20. srpnja 2007. 11:00                                               |       |                   |                               |
| Argentina                                                            | 7 : 1 | Trinidad i Tobago | Suci: Saleem Aaron Diego Wenz |
| Lombi 32', 50', 54' T. Argento 43' Rossi 46' Paredes 58' L. Vila 69' |       | Whittington 44'   | Suci: Saleem Aaron Diego Wenz |

### Ljestvica nakon natjecanja u skupini
| Momčad            | Ut | Pb | N | Pz | Pr | Ps | RP  | Bod |
| ----------------- | -- | -- | - | -- | -- | -- | --- | --- |
| Argentina         | 3  | 3  | 0 | 0  | 30 | 1  | +29 | 9   |
| Trinidad i Tobago | 3  | 2  | 0 | 1  | 11 | 9  | +2  | 6   |
| Kuba              | 3  | 1  | 0 | 2  | 10 | 6  | +4  | 3   |
| Brazil            | 3  | 0  | 0 | 3  | 1  | 36 | –35 | 0   |

### Skupina "B"
| 16. srpnja 2007. 15:00          |       |              |                                    |
| Čile                            | 2 : 1 | SAD          | Suci: Amarjit Singh Raúl Peña Vila |
| Kuhlenthal 18' Koppenberger 37' |       | P. Harris 9' | Suci: Amarjit Singh Raúl Peña Vila |

| 16. srpnja 2007. 17:00 |       |                   |                                    |
| Kanada                 | 2 : 0 | Nizozemski Antili | Suci: Germán Montes Albert Marcano |
| Grimes 22', 68'        |       |                   | Suci: Germán Montes Albert Marcano |

| 18. srpnja 2007. 09:00 |       |                          |                                        |
| Kanada                 | 2 : 2 | SAD                      | Suci: Germán Montes Daniel Lopez Ramos |
| Fernandes 21', 53'     |       | Martin 33' P. Harris 59' | Suci: Germán Montes Daniel Lopez Ramos |

| 18. srpnja 2007. 11:00 |       |                          |                                   |
| Nizozemski Antili      | 1 : 2 | Čile                     | Suci: Albert Marcano Murray Grime |
| Hop 57'                |       | Montegu 4' Rodriguez 64' | Suci: Albert Marcano Murray Grime |

| 20. srpnja 2007. 15:00 |       |                          |                                         |
| SAD                    | 1 : 2 | Nizozemski Antili        | Suci: Raúl Peña Vila Daniel Lopez Ramos |
| Ginolfi 7'             |       | Hardeman 3' Elsenaar 64' | Suci: Raúl Peña Vila Daniel Lopez Ramos |

| 20. srpnja 2007. 17:00 |       |      |                                  |
| Kanada                 | 2 : 0 | Čile | Suci: Murray Grime Amarjit Singh |
| Grimes 19' Short 50'   |       |      | Suci: Murray Grime Amarjit Singh |

### Ljestvica nakon natjecanja u skupini
| Momčad            | Ut | Pb | N | Pz | Pr | Ps | RP | Bod |
| ----------------- | -- | -- | - | -- | -- | -- | -- | --- |
| Kanada            | 3  | 2  | 1 | 0  | 6  | 2  | +4 | 7   |
| Čile              | 3  | 2  | 0 | 1  | 4  | 4  | 0  | 6   |
| Nizozemski Antili | 3  | 1  | 0 | 2  | 3  | 5  | –2 | 3   |
| SAD               | 3  | 0  | 1 | 2  | 4  | 6  | –2 | 1   |

## Doigravanje za poredak

### Za 5. – 8. mjesto
| 22. srpnja 2007. 09:00                                                       |       |               |                                        |
| Kuba                                                                         | 4 : 1 | SAD           | Suci: Albert Marcano Diego Wenz Küpfer |
| Balnco Hernandez 4' Lemus Dominguez 10' Aguilera Molina 31' Sarduy Gomez 67' |       | P. Harris 40' | Suci: Albert Marcano Diego Wenz Küpfer |

| 22. srpnja 2007. 11:30                                                                          |       |        |                                       |
| Nizozemski Antili                                                                               | 8 : 0 | Brazil | Suci: Saleem Aaron Daniel Lopez Ramos |
| Elsenaar 6' Hop 16', 66' Pereira 31' Van de Braak 44' Christiaans 46' Hardeman 43' Braaksma 59' |       |        | Suci: Saleem Aaron Daniel Lopez Ramos |

- za 7. mjesto

| 25. srpnja 2007. 09:00 |        |        |                                    |
| SAD | 13 : 0 | Brazil | Suci: Raúl Peña Vila Germán Montes |
| Cota 3' Martin 6', 7' Couwenbergh 14' P. Harris 17', 30', 33', 34', 58' Ginolfi 20' Hoang 54' Cunningham 53' S. Harris 66' |        |        | Suci: Raúl Peña Vila Germán Montes |

- za 5. mjesto

| 25. srpnja 2007. 11:30 |       |                                               |                                  |
| Nizozemski Antili      | 1 : 3 | Kuba                                          | Suci: Sumesh Putra Amarjit Singh |
| Hardeman 24'           |       | Blanco Hernandez 60' Lemus Dominguez 64', 69' | Suci: Sumesh Putra Amarjit Singh |

## Za odličja

### Poluzavršnica
| 22. srpnja 2007. 14:30                       |       |                            |                                   |
| Argentina                                    | 5 : 2 | Čile                       | Suci: Sumesh Putra Gus Soteriades |
| Lombi 3', 47' R. Vila 29' Rey 66' Almada 68' |       | Montegu 43' Kuhlenthal 52' | Suci: Sumesh Putra Gus Soteriades |

| 22. srpnja 2007. 17:00                     |                    |                       |                                  |
| Kanada                                     | 4 : 3 (produžetci) | Trinidad i Tobago     | Suci: Murray Grime Germán Montes |
| Singh 18' Fernandes 37', 82' (GG) Deol 51' |                    | Legerton 7', 10', 55' | Suci: Murray Grime Germán Montes |

- za brončano odličje

| 25. srpnja 2007. 14:30                            |       |                                  |                                   |
| Trinidad i Tobago                                 | 3 : 5 | Čile                             | Suci: Gus Soteriades Saleem Aaron |
| Kapsch 18', 27', 70' Montegu 33' Kannegiesser 55' |       | Quan Chan 30', 36' Toussaint 51' | Suci: Gus Soteriades Saleem Aaron |

- za zlatno odličje

| 25. srpnja 2007. 17:00 |                              |                          |                                       |
| Argentina              | 2 : 2 (4 : 5) (raspucavanje) | Kanada                   | Suci: Murray Grime Daniel Lopez Ramos |
| R. Vila 19' Lombi 54'  |                              | Fernandes 47' Grimes 57' | Suci: Murray Grime Daniel Lopez Ramos |

## Završni poredak
| Mj. | Momčad            |
| --- | ----------------- |
| 1.  | Kanada            |
| 2.  | Argentina         |
| 3.  | Čile              |
| 4.  | Trinidad i Tobago |
| 5.  | Kuba              |
| 6.  | Nizozemski Antili |
| 7.  | SAD               |
| 8.  | Brazil            |

| Pobjednici            |
| --------------------- |
| Kanada Četvrti naslov |

## Sudionice
- Argentina
- Brazil
- Čile
- Kanada
- Kuba
- Nizozemski Antili
- SAD
- Urugvaj

## Sastavi

### Argentina
María Belen Succi, Magdalena Aicega, Rosario Luchetti, Alejandra Gulla, Luciana Aymar, Agustina Bouza, Carla Rebecchi, Mariana González Oliva, María Mercedes Margalot, Daniela Maloberti, Paola Vukojicic, Marine Russo, Gabriela Aguirre, Claudia Burkart, Giselle Kañevski, María Noel Barrionuevo

### Čile
Daniela Caram, Daniela Infante, Carolina Garcia, Fernanda Rodriguez, Beatriz Albertz, Paula Infante, Sandra Wenz, Javiera Villagra, Camila Infante

### Kanada
Andrea Rushton, Katie Baker, Katie Rushton, Tiffany Michaluk

### Kuba
Aglaisys Serrano Mustelier, Yadira Puentes Queralta, Greter Roque Angulo, Zenova Perez Estrada, Yanelis Drake Torres, Yakelin Drake Torres, Yeney Casas Gonzalez

### Nizozemski Antili
Marlieke van de Pas, Eva Wiedjik, Nienke van Ruiten, Anne-Maaike Elsen, Theresia Noorlander, Kiona Wellens, Ernestina Schreuder, Sanne van Donk, Sophie van Noort, Anika de Haas, Juliette Plantenga, Maria Hinskens, Pauline Roels, Jamaine Festen, Floortje Joosten, Ilse Luirink

### SAD
Melissa Leonetti, Angie Loy, Kelly Doton, Rachel Dawson, Sarah Dawson, Tiffany Snow, Keli Smith, Dana Sensenig, Carrie Lingo, Michelle Kasold, Kate Barber, Katelyn Falgowski, Amy Tran, Kayla Bashore, Lauren Crandall, Lauren Powley

### Urugvaj
Virginia Casaro, Veronica Dupont, Ana Karina Bisignano, Carolina Mutilva, Virginia Bessio, Maria Beitiana Ceretta, Sofia Sanguinetti

## Prvi dio - natjecanje u skupinama

### Skupina "A"
| 15. srpnja 2007. 09:00                                      |       |         |                                      |
| Čile                                                        | 6 : 0 | Urugvaj | Suci: Julie Ashton-Lucy Emma Simmons |
| Caram 22' D. Infante 29', 69' Garcia 42', 47' Rodriguez 63' |       |         | Suci: Julie Ashton-Lucy Emma Simmons |

| 15. srpnja 2007. 17:00 |        |        |                                 |
| Argentina | 21 : 0 | Brazil | Suci: Wendy Stewart Amy Hassick |
| Gulla 6', 32', 36', 38', 49' Rebecchi 8', 48' Luchetti 9', 45' Barrionuevo 19' Aymar 21', 30', 31', 43' Maloberti 22', 66' Kañevsky 56' Aguirre 60' Burkart 65' Aicega 69' |        |        | Suci: Wendy Stewart Amy Hassick |

| 17. srpnja 2007. 15:00                                        |       |         |                                    |
| Argentina                                                     | 6 : 0 | Urugvaj | Suci: Wendy Stewart Ayanna McClean |
| Maloberti 2' Barrionuevo 24', 67' Rebecchi 28' Gulla 30', 61' |       |         | Suci: Wendy Stewart Ayanna McClean |

| 17. srpnja 2007. 17:00 |       | |                                                  |
| Brazil                 | 0 : 9 | Čile                                                                                               | Suci: Caroline Brunekreef Stephanie Ann Judefind |
|                        |       | D. Infante 6', 67' Garcia 20' Albertz 31', 56' P. Infante 42' Wenz 45' Villagra 49' C. Infante 62' | Suci: Caroline Brunekreef Stephanie Ann Judefind |

| 19. srpnja 2007. 15:00                                                         |       |        |                                           |
| Urugvaj                                                                        | 8 : 0 | Brazil | Suci: Emma Simmons Stephanie Ann Judefind |
| Casaro 2', 43', 49' Dupont 7' Bissignano 21' Mutilva 22' Besio 32' Ceretta 38' |       |        | Suci: Emma Simmons Stephanie Ann Judefind |

| 19. srpnja 2007. 17:00 |       |                |                                       |
| Argentina              | 2 : 1 | Čile           | Suci: Caroline Brunekreef Amy Hassick |
| Aymar 48', 64'         |       | P. Infante 24' | Suci: Caroline Brunekreef Amy Hassick |

### Ljestvica nakon natjecanja u skupini
| Momčad    | Ut | Pb | N | Pz | Pr | Ps | RP  | Bod |
| --------- | -- | -- | - | -- | -- | -- | --- | --- |
| Argentina | 3  | 3  | 0 | 0  | 29 | 1  | +28 | 9   |
| Čile      | 3  | 2  | 0 | 1  | 16 | 2  | +14 | 6   |
| Urugvaj   | 3  | 1  | 0 | 2  | 8  | 12 | –4  | 3   |
| Brazil    | 3  | 0  | 0 | 3  | 0  | 38 | –38 | 0   |

### Skupina "B"
| 15. srpnja 2007. 15:00 |       |                                                 |                                                   |
| Kanada                 | 1 : 3 | Kuba                                            | Suci: Caroline Brunekreef Mercedes Sanchez Moyano |
| A. Rushton 66'         |       | Serrano Mustelier 50', 53' Puentes Queralta 55' | Suci: Caroline Brunekreef Mercedes Sanchez Moyano |

| 15. srpnja 2007. 17:00        |       |                   |                                                 |
| SAD                           | 4 : 1 | Nizozemski Antili | Suci: Soledad Iparraguirre Maritza Perez Castro |
| Lingo 30', 39', 61' Smith 70' |       | Joosten 17'       | Suci: Soledad Iparraguirre Maritza Perez Castro |

| 17. srpnja 2007. 09:00                                         |       |      |                                              |
| SAD                                                            | 7 : 0 | Kuba | Suci: Julie Ashton-Lucy Maritza Perez Castro |
| Smith 3' Loy 5', 46' Kayla Bashore 13' Doton 23', 53' Snow 69' |       |      | Suci: Julie Ashton-Lucy Maritza Perez Castro |

| 17. srpnja 2007. 11:00 |       |        |                                         |
| Nizozemski Antili      | 1 : 0 | Kanada | Suci: Soledad Iparraguirre Emma Simmons |
| Schreuder 70'          |       |        | Suci: Soledad Iparraguirre Emma Simmons |

| 19. srpnja 2007. 09:00 |       |                   |                                                 |
| Kuba                   | 0 : 0 | Nizozemski Antili | Suci: Julie Ashton-Lucy Mercedes Sanchez Moyano |
|                        |       |                   | Suci: Julie Ashton-Lucy Mercedes Sanchez Moyano |

| 19. srpnja 2007. 11:00                                    |       |        |                                           |
| SAD                                                       | 6 : 0 | Kanada | Suci: Ayanna McClean Soledad Iparraguirre |
| Lingo 10' Barber 21', 29' Doton 42' Snow 47' Sensinig 58' |       |        | Suci: Ayanna McClean Soledad Iparraguirre |

### Ljestvica nakon natjecanja u skupini
| Momčad            | Ut | Pb | N | Pz | Pr | Ps | RP  | Bod |
| ----------------- | -- | -- | - | -- | -- | -- | --- | --- |
| SAD               | 3  | 3  | 0 | 0  | 17 | 1  | +16 | 9   |
| Nizozemski Antili | 3  | 1  | 1 | 1  | 2  | 4  | –2  | 4   |
| Kuba              | 3  | 1  | 1 | 1  | 3  | 8  | –5  | 4   |
| Kanada            | 3  | 0  | 0 | 3  | 1  | 10 | –9  | 0   |

## Doigravanje za poredak

### Za poredak od 5. – 8. mjesta
| 21. srpnja 2007. 11:30 |       |                                         |                                            |
| Urugvaj                | 0 : 3 | Kanada                                  | Suci: Mercedes Sanchez Moyano Emma Simmons |
|                        |       | Baker 22' K. Rushton 35' A. Rushton 45' | Suci: Mercedes Sanchez Moyano Emma Simmons |

| 21. srpnja 2007. 17:00                                                                                           |       |        |                                        |
| Kuba | 7 : 0 | Brazil | Suci: Maritza Perez Castro Amy Hassick |
| Roque Angulo 8', 30', 70' Perez Estrada 37' Yanelis Drake Torres 38' Yakelin Drake Torres 42' Casas Gonzalez 62' |       |        | Suci: Maritza Perez Castro Amy Hassick |

- za 7. mjesto

| 24. srpnja 2007. 09:00                                                              |       |        |                                   |
| Urugvaj                                                                             | 8 : 0 | Brazil | Suci: Ayanna McClean Emma Simmons |
| Bessio 6', 13', 41' Dupont 35' Casabo 35' Mutilva 40' Bisignano 51' Sanguinetti 60' |       |        | Suci: Ayanna McClean Emma Simmons |

- za 5. mjesto

| 24. srpnja 2007. 11:30           |       |                                               |                                                   |
| Kanada                           | 3 : 2 | Kuba                                          | Suci: Maritza Perez Castro Stephanie Ann Judefind |
| Michaluk 26', 49' A. Rushton 62' |       | Serrano Mustelier 4' Yakelin Drake Torres 46' | Suci: Maritza Perez Castro Stephanie Ann Judefind |

## Za odličja

### Poluzavršnica
| 21. srpnja 2007. 14:30            |       |                   |                                       |
| Argentina                         | 3 : 0 | Nizozemski Antili | Suci: Julie Ashton-Lucy Wendy Stewart |
| Aymar 6' Gulla 8' Barrionuevo 70' |       |                   | Suci: Julie Ashton-Lucy Wendy Stewart |

| 21. srpnja 2007. 17:00               |       |                |                                                |
| SAD                                  | 4 : 1 | Čile           | Suci: Caroline Brunekreef Soledad Iparraguirre |
| Snow 49' Loy 50' Lingo 55' Smith 56' |       | D. Infante 35' | Suci: Caroline Brunekreef Soledad Iparraguirre |

- za brončano odličje

| 24. srpnja 2007. 14:30    |       |           |                                      |
| Nizozemski Antili         | 2 : 1 | Čile      | Suci: Mercedes Sánchez Wendy Stewart |
| Joosten 66' Plantenga 79' |       | Caram 43' | Suci: Mercedes Sánchez Wendy Stewart |

- za zlatno odličje

| 24. srpnja 2007. 17:00                       |       |                    |                                             |
| Argentina                                    | 4 : 2 | SAD                | Suci: Julie Ashton-Lucy Caroline Brunekreef |
| Gulla 38' Luchetti 49' Bouza 52' Burkart 55' |       | Snow 33' Doton 58' | Suci: Julie Ashton-Lucy Caroline Brunekreef |

## Konačni poredak
| Mj. | Djevojčad         |
| --- | ----------------- |
| 1.  | Argentina         |
| 2.  | SAD               |
| 3.  | Nizozemski Antili |
| 4.  | Čile              |
| 5.  | Kanada            |
| 6.  | Kuba              |
| 7.  | Urugvaj           |
| 8.  | Brazil            |

| Pobjednice             |
| ---------------------- |
| Argentina Šesti naslov |

## Vanjske poveznice
- (port.) Službene stranice  Arhivirana inačica izvorne stranice od 29. rujna 2007. (Wayback Machine)